# Лукаш Штетіна
Лу́каш Ште́тина (словац. Lukáš Štetina, нар. 28 липня 1991, Нітра, Чехословаччина) — словацький футболіст, захисник «Спартака» (Трнава).

## Біографія

### Клубна кар'єра
Штетіна є вихованцем клубу «Нітра». Улітку 2009 року потрапив до основного складу команди. 11 липня 2009 року дебютував у чемпіонаті Словаччини у виїзному матчі проти «Жиліни» (1:1). У сезоні 2009/10 «Нітра» посіла 4 місце в національному чемпіонаті і отримала право виступати в Лізі Європи. 1 липня 2010 року він дебютував у єврокубках, в матчі Ліги Європи проти угорського «Дьйора»(2:2). У наступному матчі «Нітра» програла (3:1) і вилетіла з турніру.
У кінця лютого 2011 року Лукаш прибув на перегляд у харківський «Металіст». У команді дебютував 28 лютого 2011 року в товариському матчі проти російського «Єнісею» (0:0). Незабаром він був заявлений за «Металіст» під 80 номером. У Прем'єр-лізі дебютував 5 березня 2011 року в виїзному матчі проти полтавської «Ворскли» (0:0). Проте, провівши ще один матч у чемпіонаті, словацький легіонер втратив місце в основному складі і до кінця року грав за молодіжну команду.
На початку 2012 року новий тренер «Татрана» Сергій Ковалець взяв Лукаша в оренду до кінця сезону, а після завершення оренди, улітку 2012 року перейшов на правах оренди на сезон у празьку «Дуклу», де добре себе зарекомендував як гравець основного складу і в липні 2013 року підписав повноцінний трирічний контракт з празьким клубом.

### Кар'єра в збірній
Зіграв 3 матчі за юнацьку збірну Словаччини до 17 років. Також провів 6 матчів за збірну до 19 років.
З 2010 по 2013 рік виступав за молодіжну збірну Словаччини до 21 року, в якій провів 19 матчів і забив один гол.

## Статистика виступів

### Статистика виступів за збірну
| Дата       | Місто      | Господарі  | Результат | Гості      | Турнір                               | Голи | Примітки |
| ---------- | ---------- | ---------- | --------- | ---------- | ------------------------------------ | ---- | -------- |
| 19-11-2013 | Фару       | Гібралтар  | 0 – 0     | Словаччина | товариський матч                     | -    |          |
| 10-11-2017 | Львів      | Україна    | 2 – 1     | Словаччина | товариський матч                     | 1    | 42' 48'  |
| 7-6-2019   | Трнава     | Словаччина | 5 – 1     | Йорданія   | товариський матч                     | -    |          |
| 4-9-2020   | Братислава | Словаччина | 1 – 3     | Чехія      | Ліга націй УЄФА 2020—2021 - 1-й етап | -    | 32'      |
| Усього     |            | Матчів     | 4         |            | Голів                                | 1    |          |

## Титули і досягнення
- Володар Кубка Чехії (1):

«Спарта»: 2019-20
- Володар Кубка Словаччини (2):

«Спартак» (Трнава): 2022-23, 2024-25